# 闽北
闽北（羅馬字：Mâing-bă̤，平話字：Suòng-nuô，實際讀音：/suoŋ˥˧ nuo˨˦˨/）是习惯上的一个地理概念，指代的是福建北部的闽江上游地区，武夷山脉北段东南侧，福建、浙江、江西的交界处，其地理位置位于福建的西北部，介于北纬26°15′～28°20′，东经117°00′～119°17′之间。闽北的范围大致相当于即今天的南平市管辖区域，包括有南平市和邵武、武夷山、建瓯、建阳4个县级市以及顺昌、浦城、光泽、松溪、政和5个县，面积达2.63万平方公里，2007年的人口达到306万人。闽北曾是古闽越族生活的地区，也是福建最早被汉人开发的地区之一，历史上也是福建的产粮重地，直到宋代都是福建的文化中心之一。闽北的语言和文化多样性很高，分布着包括闽语、吴语、赣语乃至北方汉语等汉语的多个支系。历史上，闽北地区曾为建安郡、永安军、剑州、建州、南剑州、邵武军、建宁府、延平府、邵武府、北路道、建瓯专区、建阳专区和南平专区的所在地。